# Umar Daudsai

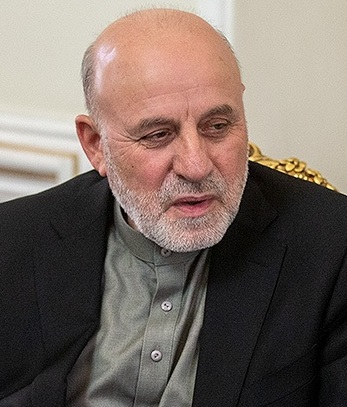
Umar Daudsai, 2019

Umar Daudsai oder Mohammad Omar Daudzai (paschtunisch محمد عمر داوودزی; * 12. Oktober 1957 in Ghazni (Provinz), Afghanistan) ist ein afghanischer Politiker. Er war von 2003 bis 2005 und von 2007 bis 2010 Stabschef bei dem afghanischen Präsidenten Hamid Karzai.  September 2013 bis Dezember 2014 war er Innenminister seines Landes.

## Leben
Daudsai war Botschafter in Teheran (2005 bis 2007) und in Islamabad.
Am 23. Oktober 2010 veröffentlichte die New York Times einen Bericht in dem behauptet wurde, dass Daudsai regelmäßige Bargeld aus dem Iran erhalten habe. Zwei Tage später bestätigte Karzai dies.
Am 25. September 2013 wählten ihn 153 der anwesenden 233 Abgeordneten zum neuen Innenminister seines Landes. Er war der dritte Innenminister innerhalb eines Jahres.